# Dekadowa oscylacja pacyficzna

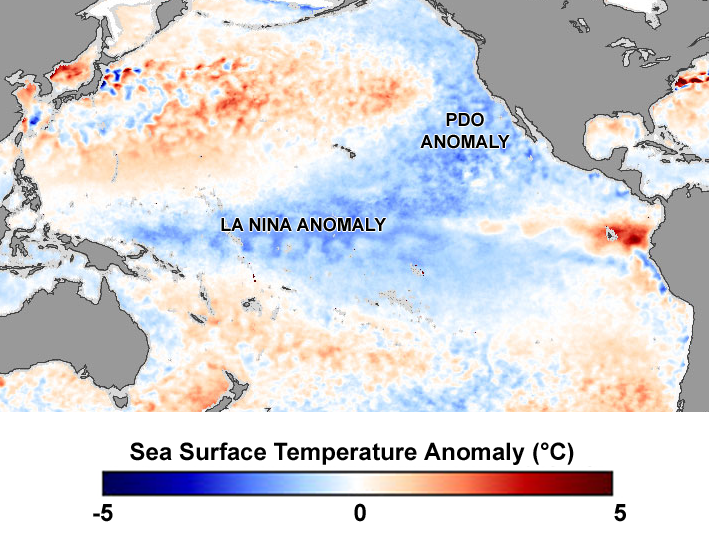
Anomalia temperatury powierzchni oceanu podczas chłodnej fazy PDO

Dekadowa oscylacja pacyficzna (ang. Pacific Decadal Oscillation, PDO) – okresowe, naprzemienne występowanie dodatniej i ujemnej anomalii temperatury powierzchni Oceanu Spokojnego u zachodniego wybrzeża Ameryki Północnej. Jednocześnie w zachodniej części Pacyfiku na tych samych szerokościach występuje anomalia o przeciwnym znaku. Jest jednym z przejawów naturalnej zmienności klimatu i elementem pacyficznej oscylacji międzydekadowej.
Fazy oscylacji zmieniają się z okresem ok. 50-70 lat; w latach 1890–1924 oraz 1947–1976 mieliśmy do czynienia z fazą chłodną (ujemna anomalia temperatury północno-zachodniego Pacyfiku), a w latach 1925–1946 oraz po od 1977 do (przynajmniej) połowy lat dziewięćdziesiątych - z ciepłą (dodatnia anomalia temperatury północno-zachodniego Pacyfiku).
Mechanizm PDO nie jest jeszcze jednoznacznie opisany, prawdopodobnie jest on efektem współdziałania wielu zależnych od siebie zjawisk, między innymi oscylacji południowej i atlantyckiej oscylacji wielodekadowej.
Podczas ciepłej fazy PDO (dodatnia anomalia temperatury północno-zachodniego Pacyfiku) zimowy niż aleucki jest głęboki i przesunięty na południe a ciepłe wilgotne powietrze napływa wzdłuż zachodniego wybrzeża Ameryki Północnej. W efekcie na Wybrzeżu Północno-Zachodnim temperatury są wyższe niż zwykle a w Meksyku i południowo-wschodnich stanach USA niższe niż zwykle.